# Élections législatives de 1967 en Charente
Les élections législatives françaises de 1967 se déroulent les 5 et 12 mars 1967.  Dans le département de la Charente, trois députés sont à élire dans le cadre de trois circonscriptions.

## Élus
| Circonscription | Député sortant  | Parti | Parti   | Député élu ou réélu | Parti | Parti          |
| --------------- | --------------- | ----- | ------- | ------------------- | ----- | -------------- |
| 1re             | Raymond Réthoré |       | UNR-UDT | Raymond Réthoré     |       | UD-Ve          |
| 2e              | Félix Gaillard  |       | Radsoc  | Félix Gaillard      |       | FGDS (Radical) |
| 3e              | Jean Valentin   |       | Modérés | Jean Valentin       |       | CD             |

## Résultats

### Résultats à l'échelle du département
| Parti          | Parti                                           | Premier tour | Premier tour | Second tour | Second tour | Sièges |
| Parti          | Parti                                           | Voix         | %            | Voix        | %           | Sièges |
| -------------- | ----------------------------------------------- | ------------ | ------------ | ----------- | ----------- | ------ |
|                | Union des démocrates pour la Ve République      | 53 339       | 34,30        | 49 992      | 33,02       | 1      |
|                | Union des républicains de progrès               | 53 339       | 34,30        | 49 992      | 33,02       | 1      |
|                |                                                 |              |              |             |             |        |
|                | Parti radical                                   | 20 484       | 13,17        | 24 431      | 16,14       | 1      |
|                | Section française de l'Internationale ouvrière  | 10 969       | 7,05         | 25 669      | 16,96       | 0      |
|                | Convention des institutions républicaines       | 5 827        | 3,75         |             |             | 0      |
|                | Fédération de la gauche démocrate et socialiste | 37 280       | 23,97        | 50 100      | 33,09       | 1      |
|                |                                                 |              |              |             |             |        |
|                | Parti communiste français                       | 40 250       | 25,88        | 23 876      | 15,77       | 0      |
|                | Progrès et démocratie moderne                   | 24 636       | 15,84        | 27 419      | 18,11       | 1      |
|                |                                                 |              |              |             |             |        |
| Inscrits       | Inscrits                                        | 205 924      | 100,00       | 205 892     | 100,00      | 3      |
| Abstentions    | Abstentions                                     | 45 394       | 22,04        | 47 170      | 22,91       |        |
| Votants        | Votants                                         | 160 530      | 77,96        | 158 722     | 77,09       |        |
| Blancs et nuls | Blancs et nuls                                  | 5 025        | 3,13         | 7 335       | 4,62        |        |
| Exprimés       | Exprimés                                        | 155 505      | 96,87        | 151 387     | 95,38       |        |

### Résultats par circonscription

#### Première circonscription (Angoulême)
| Candidat       | Candidat                      | Parti          | Premier tour | Premier tour | Second tour | Second tour |  |
| Candidat       | Candidat                      | Parti          | Voix         | %            | Voix        | %           |  |
| -------------- | ----------------------------- | -------------- | ------------ | ------------ | ----------- | ----------- |  |
|                | Raymond Réthoré sortant réélu | UD-Ve          | 29 534       | 48,64        | 34 425      | 57,29       |  |
|                | Léon Dumeix                   | PCF            | 12 549       | 20,67        | Retrait     | Retrait     |  |
|                | Jean-Maurice Poitevin         | FGDS (SFIO)    | 10 969       | 18,07        | 25 669      | 42,71       |  |
|                | Pierre Lacour                 | CD (PDM)       | 7 662        | 12,62        |             |             |  |
|                |                               |                |              |              |             |             |  |
| Inscrits       | Inscrits                      | Inscrits       | 80 369       | 100,00       | 80 362      | 100,00      |  |
| Abstentions    | Abstentions                   | Abstentions    | 18 079       | 22,49        | 18 316      | 22,79       |  |
| Votants        | Votants                       | Votants        | 62 290       | 77,51        | 62 046      | 77,21       |  |
| Blancs et nuls | Blancs et nuls                | Blancs et nuls | 1 576        | 2,53         | 1 952       | 3,15        |  |
| Exprimés       | Exprimés                      | Exprimés       | 60 714       | 97,47        | 60 094      | 96,85       |  |

#### Deuxième circonscription (Cognac)
| Candidat       | Candidat                     | Parti          | Premier tour | Premier tour | Second tour | Second tour |  |
| Candidat       | Candidat                     | Parti          | Voix         | %            | Voix        | %           |  |
| -------------- | ---------------------------- | -------------- | ------------ | ------------ | ----------- | ----------- |  |
|                | Félix Gaillard sortant réélu | FGDS (Radical) | 20 484       | 46,26        | 24 431      | 61,08       |  |
|                | Philippe Laffitte            | UD-Ve          | 13 009       | 29,38        | 15 567      | 38,92       |  |
|                | Guy Brion                    | PCF            | 10 787       | 24,36        | Retrait     | Retrait     |  |
|                |                              |                |              |              |             |             |  |
| Inscrits       | Inscrits                     | Inscrits       | 60 030       | 100,00       | 60 018      | 100,00      |  |
| Abstentions    | Abstentions                  | Abstentions    | 13 826       | 23,03        | 16 347      | 27,24       |  |
| Votants        | Votants                      | Votants        | 46 204       | 76,97        | 43 671      | 72,76       |  |
| Blancs et nuls | Blancs et nuls               | Blancs et nuls | 1 924        | 4,16         | 3 673       | 8,41        |  |
| Exprimés       | Exprimés                     | Exprimés       | 44 280       | 95,84        | 39 998      | 91,59       |  |

#### Troisième circonscription (Confolens)
| Candidat       | Candidat                    | Parti          | Premier tour | Premier tour | Second tour | Second tour |  |
| Candidat       | Candidat                    | Parti          | Voix         | %            | Voix        | %           |  |
| -------------- | --------------------------- | -------------- | ------------ | ------------ | ----------- | ----------- |  |
|                | Jean Valentin sortant réélu | CD (PDM)       | 16 974       | 33,6         | 27 419      | 53,45       |  |
|                | André Soury                 | PCF            | 16 914       | 33,49        | 23 876      | 46,55       |  |
|                | Michel Alloncle             | UD-Ve          | 10 796       | 21,37        | Retrait     | Retrait     |  |
|                | Jean Ferrant                | FGDS (CIR)     | 5 827        | 11,54        |             |             |  |
|                |                             |                |              |              |             |             |  |
| Inscrits       | Inscrits                    | Inscrits       | 65 525       | 100,00       | 65 512      | 100,00      |  |
| Abstentions    | Abstentions                 | Abstentions    | 13 489       | 20,59        | 12 507      | 19,09       |  |
| Votants        | Votants                     | Votants        | 52 036       | 79,41        | 53 005      | 80,91       |  |
| Blancs et nuls | Blancs et nuls              | Blancs et nuls | 1 525        | 2,93         | 1 710       | 3,23        |  |
| Exprimés       | Exprimés                    | Exprimés       | 50 511       | 97,07        | 51 295      | 96,77       |  |